# Bleck La Rata
Juan Carlos Uribe, conocido como Bleck o Bleck (La Rata), es un grafitero español, uno de los pioneros del género en Madrid y España.

## Biografía
Su estilo se encuadra dentro de lo que se ha denominado «flechero», común en el Madrid en los años 80 y caracterizado por la aparición de flechas en sus firmas. A este estilo también pertenecían artistas como Rafita, Glub o Muelle, con quien mantenía en un principio una fuerte competición y posteriormente entabló amistad. Aparece en el documental de los 80 «Mi firma en las paredes» con el nombre de Tabú, aunque le ofrecieron aparecer con el suyo.
En una entrevista, explicó que siempre tenía en la mente la idea de la muerte, como si ésta pintara la sombra de su grafiti en el camino de su vida, y eso le hiciera estar lleno de vida y contagiar el placer de vivir a todos los que se le pegaban. 
Pese a tener un estilo de pintar más vandálico y prolífico que otros escritores contemporáneos no llegó a pintar trenes puesto que no estaba interesado en ello. El estilo de aquella época no llegaba más allá de los tags, y el estilo más elaborado de grandes piezas rellenas de color llegó posteriormente.
Actualmente vive en Nueva York, donde trabaja en una agencia de publicidad.